# Tritonshorn
Das Tritonshorn (Charonia tritonis) ist eine Schnecke aus der Familie der Tritonschnecken (Gattung Charonia), die sich von Stachelhäutern ernährt. Sie lebt in subtropischen und tropischen Meeren und gehört zu den größten heute lebenden Schnecken. Sein Name ist vom griechischen Meeresgott Triton abgeleitet. Das als Signalinstrument geblasene Schneckenhorn wird bevorzugt aus einem Tritonshorn angefertigt.

## Merkmale

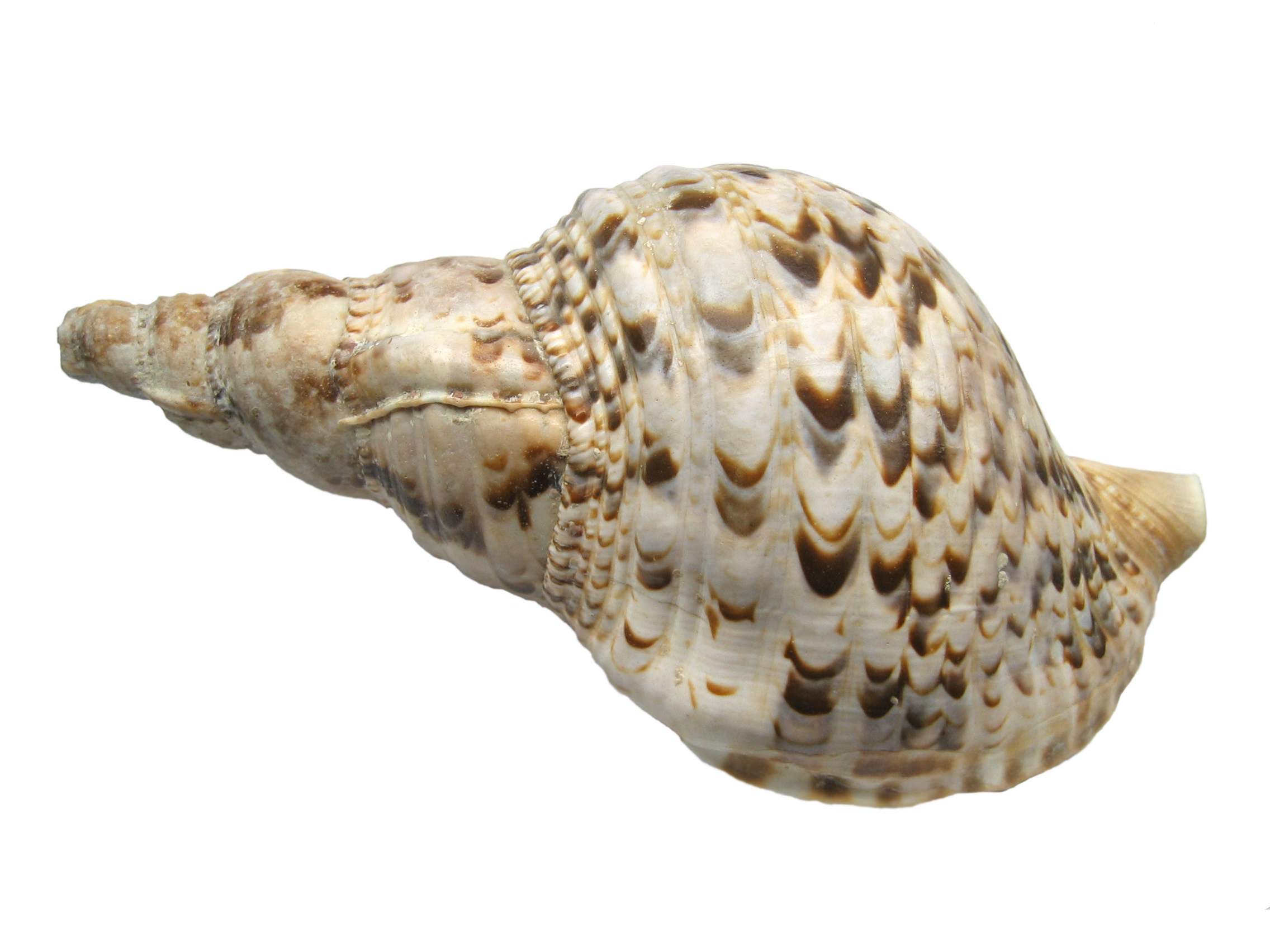
Gehäuse von Charonia tritonis

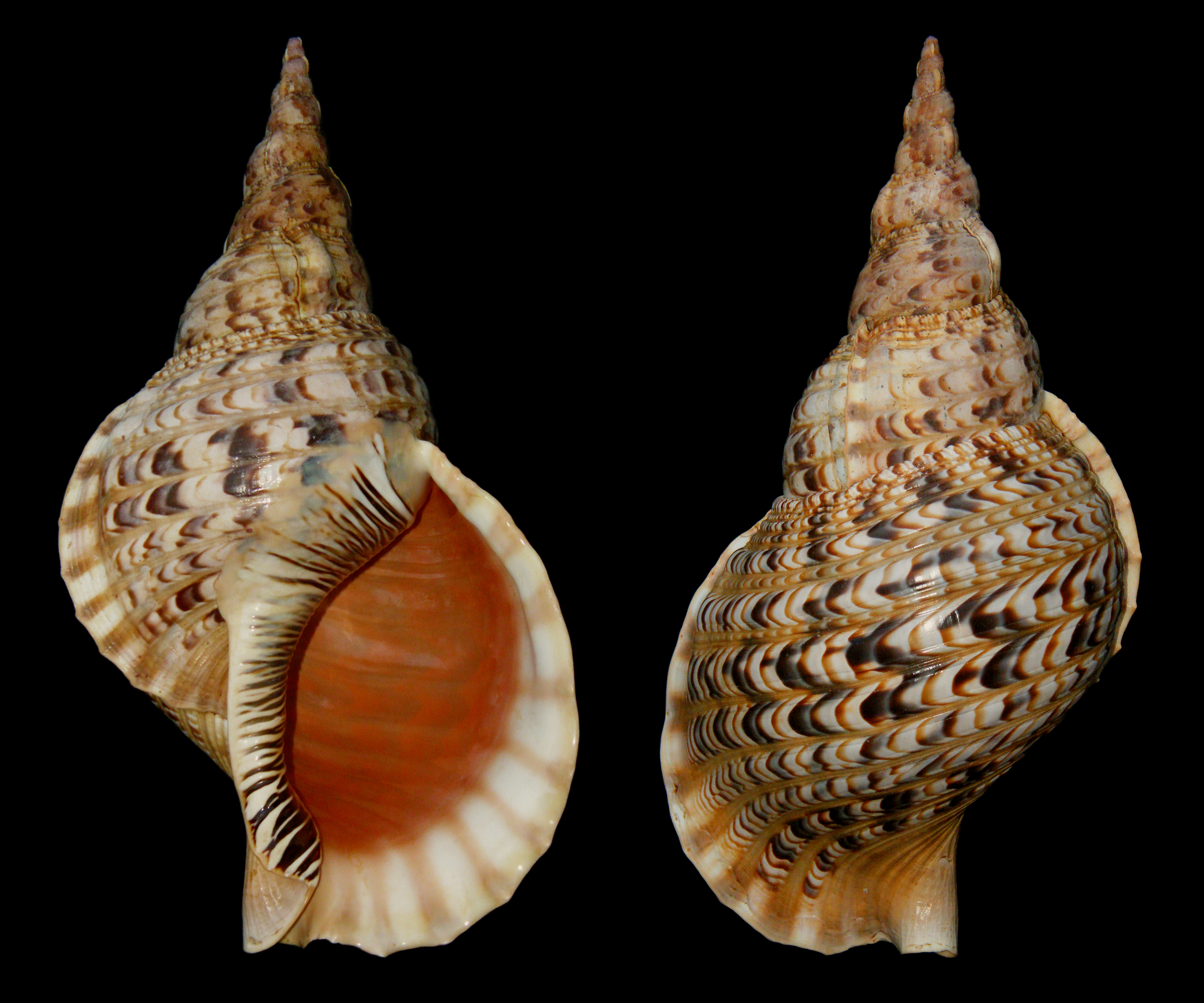
Gehäuse von Charonia tritonis

Das Tritonshorn ist mit einer Länge von maximal 50 Zentimeter eine der größten rezenten Meeresschnecken.
Das Schneckenhaus von Charonia tritonis, das einen kurzen Siphonalkanal hat, ist im Körperumgang bauchig, während das Gewinde einen länglichen Kegel bildet. Die Gewindeumgänge sind leicht gerundet und die Nähte kraus gerandet. Die glatte Oberfläche ist mit ebenen, stumpfen Rippen versehen. Sie ist weiß, rot und braunrot gescheckt. Die Spindel ist weiß und runzelig, die Mündung rot. Der Lippenrand hat schwarze Flecken mit zwei weißen Zähnen. Die Schnecke ist armdick, gelblich oder rötlich bis weiß und ist braun und rot getüpfelt.
Das Operculum des Tritonshorns ist an Ober- und Unterseite blendend weiß bis beige. Mit dem maximalen Durchmesser in der größten Halbachse des Fundes von 10 cm gehört es in die Schwergewichtsklasse und ist aus diesen Gründen für die Schmuckanfertigung uninteressant.

## Verbreitung
Das Tritonshorn Charonia tritonis ist in den tropischen und subtropischen Bereichen des Indopazifik verbreitet. Es lebt im Roten Meer, im Indischen Ozean von der Küste Ostafrikas und Südafrikas, Madagaskar und dem Persischen Golf ostwärts, im Pazifischen Ozean bis ins östliche Polynesien, nördlich bis Japan, Midway und Hawaii, südlich bis Süd-Queensland, Lord Howe Island und Neuseeland.
Die eng verwandte Atlantische Tritonschnecke, Charonia variegata (Lamarck, 1816), ebenfalls als Tritonshorn bekannt und von manchen Biologen als Unterart Charonia tritonis variegata aufgefasst, laut WoRMS dagegen als eigene Art anerkannt, tritt beiderseits des Atlantischen Ozeans einschließlich des Karibischen Meers und im Mittelmeer auf.
Charonia tritonis lebt in der Gezeitenzone und unterhalb bis etwa 30 Meter Meerestiefe auf Korallenriffen.

## Lebenszyklus
Wie andere Vorderkiemerschnecken sind Tritonshörner getrenntgeschlechtlich. Das Männchen begattet das Weibchen mit seinem Penis. Das Weibchen legt die Eier in Gelegen fester ovaler Eikapseln ab, die jeweils rund 3000 Eier mit einem Durchmesser von etwa 400-430 µm enthalten. Weibchen verbleiben nach der Eiablage oft nahe bei den Eiern. Die Veliger-Larven schlüpfen nach etwa 6-8 Wochen, haben anfangs eine Länge von etwa 770-930 µm und machen dann eine mehrmonatige pelagische Phase durch, so dass für eine sehr weite Verbreitung der Schnecke gesorgt ist. Bei der Metamorphose zur fertigen Schnecke ist die Schale bereits länger als 5 mm. Über die Veliger-Larven ist darüber hinaus wenig bekannt: Bisher haben sie in einem Aquarium nicht länger als zwei Monate überlebt, so dass eine Nachzucht der Schnecken noch nicht gelungen ist.

## Ernährung
Charonia tritonis ernährt sich von Stachelhäutern (Echinodermata), insbesondere von Seesternen. Mit dem sauren Speichel der Schnecke werden die Beutetiere gelähmt und ihr Kalkskelett aufgeweicht. Die Beute wird je nach Größe und Konsistenz ganz verschlungen oder an einer Stelle angebohrt und dann ausgefressen.
Zu den Beutetieren des Tritonshorns gehört auch der hochgiftige Dornenkronenseestern (Acanthaster planci), der durch seine Fresstätigkeit an Polypen der Steinkorallen viele tropische Riffe gefährdet. Charonia tritonis sucht mit seiner Proboscis die Mundöffnung des Seesterns und beginnt ihn von dieser Stelle unter Säureeinwirkung des Speichels auszufressen. Ein Fressvorgang kann bis zu einem Tag dauern. Durch Autotomie vermag sich Acanthaster oft zumindest teilweise zu retten, so dass nur ein Teil des Seesterns gefressen wird.
Durch die giftigen Beutetiere nimmt Charonia tritonis eine Reihe von Giftstoffen auf, die durch den Verzehr seines Fleisches dem Menschen gefährlich werden können. Hierzu gehört auch Tetrodotoxin (TTX), das aus bestimmten Kammsternen (Astropecten) stammt.

## Nutzung
In allen Regionen seiner Verbreitung wird das Tritonshorn traditionell als Schneckenhorn für religiöse Zwecke oder für Signale geblasen. In Hawaii heißt das Tritonshorn pū, als Blasinstrument auch (hawaiisch pū hoʻokani ‚klingende pū‘).

## Gefährdung

Operculum von Charonia tritonis und Turbo radiatus als Anhänger

Wegen des imposanten Gehäuses wird das Tritonshorn gesammelt und steht in vielen Gebieten vor der Ausrottung. In Queensland (Australien) ist es geschützt. Nach der deutschen Bundesartenschutzverordnung (Anlage 1) dürfen die Gehäuse nicht eingeführt werden. Bezogen auf die weltweite Gefährdung wird es allerdings nicht in der Roten Liste aufgeführt.